# A testa bassa
A testa bassa (Headlong) è un romanzo di Michael Frayn del 1999, anno in cui è stato finalista del Booker Prize.

## Trama
Il libro narra la riscoperta di un dipinto perduto dalla serie I mesi di Pieter Bruegel il Vecchio. 
Martin, il personaggio principale, sta scrivendo un libro. Si ritrova invitato a cena a casa di una coppia repellente e litigiosa. Martin si accorge di un dipinto che attribuisce a Bruegel. Un'attenta ricerca lo conduce a identificare l'immagine come il pezzo mancante del libro delle ore di Bruegel. Martin vive nel cottage delle vacanze in campagna con la figlia Tilda e con sua moglie, una storica dell'arte, della quale teme il disprezzo perché invece di lavorare al suo libro egli si mette a studiare Bruegel.
Per entrare in possesso del quadro Martin è costretto a fingere una relazione con la proprietaria della casa ma, una volta riuscitoci, iniziano i problemi. Alla fine, mentre sta per riuscire a portarlo in un luogo sicuro, ha un incidente con la sua vecchia Land Rover e l'immagine viene distrutta, senza che si sappia se si trattava di un Bruegel o meno.

## Edizioni
- Michael Frayn, A testa bassa, Einaudi, 2001,  p. 370, ISBN 88-06-15703-5.